# LIVE 2008 I-Gods of Metal
Live 2008 - I - Gods of Metal è un live album dei Death SS, pubblicato nel 2009.

## Descrizione
Venne pubblicato dall'etichetta Live Records / Self Distribuzione. Il CD comprende il concerto dei Death SS al Gods of Metal italiano nel 2008, a cui il gruppo ha partecipato come headliners.

## Tracce
1. Peace of mind
2. Horrible eyes
3. Cursed mama
4. Kings of evil
5. Inquisitor
6. In the darkness
7. The night of the witch
8. Murder angels
9. Panic
10. Black mass

## Formazione
- Steve Sylvester (voce)
- Al De Noble (chitarra)
- Francis Thorn (chitarra)
- Glenn Strange (basso)
- Dave Simeone (batteria)
- Freddy Delirio (tastiere)